# Koulakou
Koulakou est une commune située dans le département de Kouka de la province des Banwa au Burkina Faso.